# Wheaton (Minnesota)
Wheaton ist eine Kleinstadt (mit dem Status „City“) und Verwaltungssitz des Traverse County im US-amerikanischen Bundesstaat Minnesota. Das U.S. Census Bureau hat bei der Volkszählung 2020 eine Einwohnerzahl von 1.460 ermittelt.

## Geografie
Wheaton liegt im Westen von Minnesota am Mustinka River, einem Zufluss des Lake Traverse und damit Teil des Einzugsgebiets des Red River of the North. Die geografischen Koordinaten von Wheaton sind 45°48′17″ nördlicher Breite und 96°29′46″ westlicher Länge. Das Stadtgebiet erstreckt sich über eine Fläche von 4,66 km².
Benachbarte Orte von Wheaton sind Norcross (27,3 km ostnordöstlich), Dumont (11,9 km südöstlich), Rosholt in South Dakota (23,9 km nordwestlich) und White Rock in South Dakota an der Schnittstelle der Staaten South Dakota, North Dakota und Minnesota (18,1 km nordnordwestlich).
Die nächstgelegenen größeren Städte sind Fargo in North Dakota (129 km nördlich), Duluth am Oberen See (415 km ostnordöstlich), Minneapolis (297 km ostsüdöstlich), Minnesotas Hauptstadt Saint Paul (315 km in der gleichen Richtung) und Sioux Falls in South Dakota (280 km südlich).

## Verkehr
Im Stadtgebiet von Wheaton kreuzen der U.S. Highway 75 und die Minnesota State Route 27. Alle weiteren Straßen sind untergeordnete Landstraßen, teils unbefestigte Fahrwege sowie innerörtliche Verbindungsstraßen.
Mit dem Wheaton Municipal Airport befindet sich 4,9 km südwestlich ein kleiner Flugplatz. Die nächsten größeren Flughäfen sind der Hector Regional Airport in Fargo (139 km nördlich), der Sioux Falls Regional Airport (274 km südlich) und der Minneapolis-Saint Paul International Airport (317 km ostsüdöstlich).

## Geschichte
Wheaton wurde im Jahr 1884 innerhalb der Lake Valley Township gegründet. Im Jahr 1887 wurde der Ort aus der Township herausgelöst und als Village of Wheaton inkorporiert. 1886 wurde der Verwaltungssitz des County von Browns Valley nach Wheaton verlegt. Benannt wurde Wheaton nach Daniel Thompson Wheaton, einem Vermessungstechniker der Eisenbahn.

## Demografische Daten
Nach der Volkszählung im Jahr 2010 lebten in Wheaton 1424 Menschen in 655 Haushalten. Die Bevölkerungsdichte betrug 305,6 Einwohner pro Quadratkilometer. In den 655 Haushalten lebten statistisch je 2,08 Personen.
Ethnisch betrachtet setzte sich die Bevölkerung zusammen aus 97,4 Prozent Weißen, 0,6 Prozent Afroamerikanern, 0,7 Prozent amerikanischen Ureinwohnern, 0,1 Prozent Asiaten, 0,1 Prozent Polynesiern sowie 0,2 Prozent aus anderen ethnischen Gruppen; 1,0 Prozent stammten von zwei oder mehr Ethnien ab. Unabhängig von der ethnischen Zugehörigkeit waren 1,5 Prozent der Bevölkerung spanischer oder lateinamerikanischer Abstammung.
20,4 Prozent der Bevölkerung waren unter 18 Jahre alt, 48,1 Prozent waren zwischen 18 und 64 und 31,5 Prozent waren 65 Jahre oder älter. 52,8 Prozent der Bevölkerung war weiblich.

Das mittlere jährliche Einkommen eines Haushalts lag bei 42.950 USD. Das Pro-Kopf-Einkommen betrug 26.383 USD. 8,5 Prozent der Einwohner lebten unterhalb der Armutsgrenze.